# Nino de Angelo
Nino de Angelo (né Domenico Gerhard Gorgoglione, le 18 décembre 1963 à Karlsruhe) est un chanteur de schlager allemand d'origine italienne, installé à Cologne. Il a du succès dans les années 1980, son plus grand tube s'intitule Jenseits von Eden (novembre 1983). Il existe également une version italienne La Valle dell Eden (1984), et une version anglaise Guardian Angel (2 novembre 1983). La version allemande atteint la deuxième place du hit parade en Allemagne où le titre est classé pendant dix-huit semaines, le titre est classé plusieurs mois en Autriche et en Suisse. La version italienne est classée à la première place du hit parade en France pendant cinq semaines. Au Royaume-Uni, la version anglaise obtient un succès d'estime et se classe à la cinquante septième place.
Il représente l'Allemagne au Concours Eurovision de la chanson avec le titre Flieger en 1989 et termine à la quatorzième place. Le titre est composé par Dieter Bohlen, ex membre des Modern Talking et Joachim Horn-Bernges. Dans les années 1990, il tente de changer de style et d'image en choisissant Dieter Bohlen comme producteur mais ne parvient pas à séduire le public. 
En 2000, après sept années d'absence, il sort son album Schwindelfrei qui lui permet d'être à nouveau classé dans le hit parade allemand. Deux ans plus tard, il participe à nouveau aux sélections allemandes pour l'Eurovision avec le titre Und wenn Du lachst mais n'est pas choisi pour représenter l'Allemagne. En 2006, il joue le rôle de Michael Winter dans le feuilleton Unter Uns. Il participe à la tournée Frühlingsfest der Volksmusik en 2008.
Après quelques concerts rarissimes  dans les années qui suivent, Nino sort un nouvel album en mars 2017 : Liebe für immer.

## Discographie

### Albums
- 03/83 Junges Blut (LP: 810 617-1 / MC: 810 617-4)
- 01/84 Jenseits von Eden (LP: 817 600-1 / MC: 817 600-4 / CD: 817 600-2)
- 06/84 Nino (LP: 823 028-1 / MC: 823 028-4)
- 11/84 Zeit für Rebellen (LP: 823 716-1 / MC: 823 716-4 / CD: 823 716-2)
- 04/85 Time To Recover (LP: 825 464-1 / MC: 825 464-4)
- 1985 Figlio della Notte (LP/MC)
- 04/86 Ich suche nach Liebe (LP: 829 141-1 / MC: 829 141-4 / CD: 829 141-2)
- 09/87 Durch tausend Feuer (LP: 833 196-1 / MC: 833 196-4 / CD: 833 196-2)
- 10/88 Baby Jane (LP: 243 872-1 / MC: 243 872-4 / CD: 243 872-2)
- 04/89 Samuraj (LP: 244 887-1 / MC: 244 887-4 / CD: 244 908-2)
- 04/89 Flieger (LP/MC/CD)
- 05/91 De Angelo (LP: 9031-73292-1 / MC: 9031-73292-4 / CD: 9031-73292-2)
- 06/93 Verfluchte Zeiten (CD: 4509-92197-2 / MC: 4509-92197-2)
- 05/00 Schwindelfrei (CD: 498069 9 / MC: 498069 4)
- 02/02 Solange man liebt … (CD: 506015 2)
- 06/03 Zurück nach vorn (CD: 06024 9801132)
- 06/04 Un Momento Italiano (CD: 06024 9866509)
- 10/05 Nino (CD: 060249873681)
- 03/17 Liebe für immer (CD : 405380430927)